# Harry Faulkner
Harry George Basil Faulkner, född 1931 i Stockholm, är en svensk företagsledare.
Faulkner tog en B.Sc.-examen vid MIT 1954 och var verkställande direktör  vid Alfa-Laval från 1980 till 1989. Han har varit managing director för HGF International AB samt styrelseordförande i Tripep AB (från år 2000), i Arcona AB, i B&N Nordsjöfrakt AB och i SEB Fondförvaltning AB.
Faulkner invaldes 1983 som utländsk ledamot av Ingenjörsvetenskapsakademien.